# Gorë
Gorë è una frazione del comune di Maliq in Albania (prefettura di Coriza).
Fino alla riforma amministrativa del 2015 era comune autonomo, dopo la riforma è stato accorpato, insieme agli ex-comuni di Libonik, Maliq, Moglicë, Pirg, Pojan e Vreshtas a costituire la municipalità di Maliq.

## Località
Il comune era formato dall'insieme delle seguenti località:
- Zvarisht
- Dolan
- Lozhan
- Lozhan i Ri
- Senishte
- Tresove
- Strelce
- Shales
- Selce
- Velcan
- Mesmal
- Mocan
- Mjaltas
- Marjan
- Desmire
- Qencke
- Babjen
- Dolane